# Lejskovec maskarénský
Lejskovec maskarénský, nebo také lejskovec bourbonský (Terpsiphone bourbonnensis) je druh ptáka z čeledi lejskovcovití (Monarchidae). Je endemitem Maskarénských ostrovů Mauricius a Réunion. Jsou uznávány dva poddruhy: nominátní poddruh z ostrova Réunion T. b. bourbonnensis (Statius Müller, 1776), a T. b. desolata (Salomonsen, 1933) z ostrova Mauricius. Lejskovec maskarénský byl původně popsán v rodu lejsek (Muscicapa) a poddruh T. b. desolata byl původně popsán jako samostatný druh.

## Morfologie
Lejskovec maskarénský postrádá dlouhý ocas, který mají mnozí příslušníci rodu Terpsiphone. Délka těla dosahuje 15 až 20 cm. Samec má černou hlavu s šedým krkem, hrdlem, hrudí a břichem. Horní část těla a ocas jsou kaštanové, křídla jsou černě zakončena. Zobák je jasně modrý a nohy šedavé. Samice je menší než samec, má světlejší zobák a tmavě šedou hlavu. Poddruh T. b. desolata je větší než nominátní a má světlejší opeření.

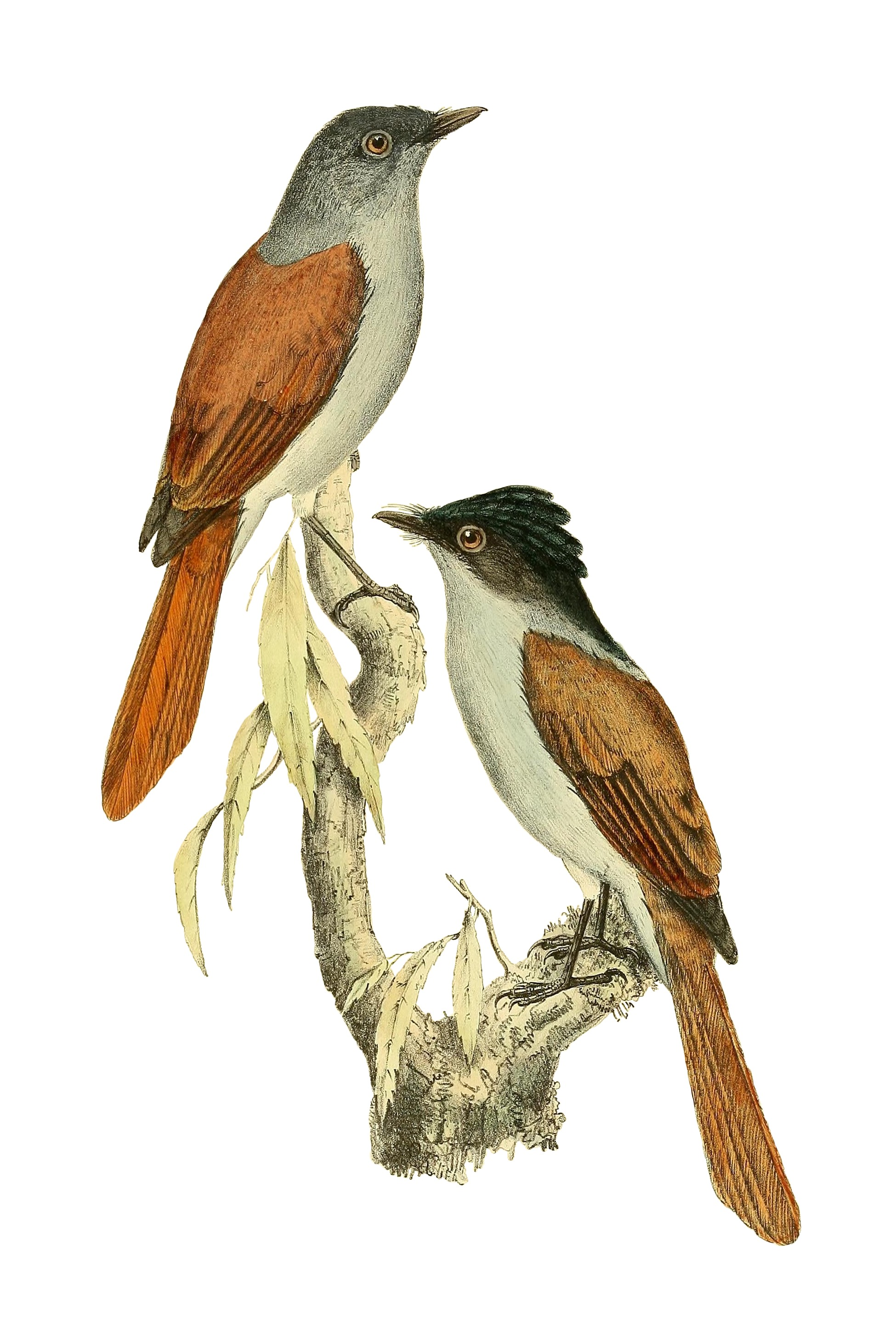
Muscipeta borbonica = Terpsiphone bourbonnensis

## Životní prostředí
Nároky tohoto druhu na stanoviště se u jednotlivých poddruhů liší. T. b. desolata se většinou omezuje na původní stálezelené porosty a některé výsadby blahočetu Cunninghamova (Araucaria cunninghamii) a blahočetu sloupovitého (A. columnaris). Zdá se, že jeho preferovaným stanovištěm jsou uzavřené koruny stromů s nepříliš hustým podrostem. Nominátní poddruh na ostrově Réunion má stanovištně pestřejší a obývá celou řadu lesních stanovišť od hladiny moře až do výšky 500–600 m n. m.

## Potrava
Lejskovec maskarénský se živí celou řadou druhů hmyzu včetně brouků, much, vážek, molů, kobylek a jepic. Kořist získává pozorováním z bidýlka a následným snášením se ze vzduchu nebo sběrem z vegetace. Obvykle se živí samostatně, ale může se připojit k hejnům kruhooček; toto chování je častější na Réunionu než na Mauriciu.

## Hnízdění
Hnízdění je sezónní, od srpna do února na Mauriciu a od září do prosince na Réunionu. Hnízdo tvoří kuželovitý pohár z mechů, lišejníků a pavučin. Samice snáší dvě až tři krémová nebo růžovobílá vejce s rezavými skvrnami, na kterých pak oba rodiče sedí 14–16 dní. Mláďata jsou krmena pět týdnů po vylíhnutí a po vylétnutí zůstávají 8–9 týdnů v teritoriu rodičů.

## Ohrožení
Stupeň ohrožení taxonu podle červeného seznamu IUCN je "málo dotčený".